# Elachista tersella
Elachista tersella est une espèce d'hétérocères dans la famille Elachistidae. Elle a été décrite par Sinev et Sruoga en 1995,. Elle est présente dans le sud-est de la Sibérie